# Nguyễn Thị Việt Linh
Nguyễn Thị Việt Linh (sinh 1994), biệt danh Linh cắt, là nữ vận động viên bóng bàn của đội bóng bàn nữ quốc gia Việt Nam. 

## Thân thế sự nghiệp
Nguyễn Thị Việt Linh sinh năm 1994, người Lạng Sơn. Bắt đầu chơi bóng bàn từ 8 tuổi, cô sớm được các tuyển trạch viên Việt Nam phát hiện ra tài năng, được tỉnh Lạng Sơn gửi lên Trường Đại học TDTT Bắc Ninh tập huấn dài hạn từ năm 2004 với chuyên gia Trung Quốc Dương Ngô Minh (Yang Lu Ming). Hiện nay, cô đang tập luyện dưới sự hướng dẫn của chuyên gia Trung Quốc Lưu Hải Khắc (Liu Hai Ke) của đội Bộ Công an và HLV Nguyễn Danh Hoàng Việt ở đội tuyển trẻ Việt Nam.
Cầm vợt ngang tay phải, cô được biết đến với cú cắt bóng “nặng” và biến hóa trong giới bóng bàn Việt Nam (do đó cô mới có biệt danh "Linh cắt"). Ngoài khả năng cắt bóng đều cả hai bên, cô còn có cú bạt thuận tay rất uy lực, cũng như khả năng giao bóng tấn công để ép đối phương vào thế bị động trước khi chọn thời cơ dứt điểm.

## Thành tích thể thao
- HCV lứa tuổi 14-15 tại giải trẻ toàn quốc 2008
- HCV đồng đội Giải bóng bàn Đông Nam Á 2016[1][2]